# 大王製紙エリエールレディスオープン
大王製紙エリエールレディスオープン（だいおうせいしエリエールレディスオープン）は毎年11月第3週に愛媛県松山市のエリエールゴルフクラブ松山で行われている日本女子プロゴルフ協会公認のトーナメントである。2019年現在、賞金総額1億円、優勝賞金1800万円。2013年大会からは4日間競技に移行した。

## 概要
第一回大会はエリエール女子オープンゴルフトーナメントとして開催され、第2回大会からは大王製紙エリエール女子オープンゴルフトーナメントと改称され、1998年の第17回から現在の名称になった。
日本女子プロゴルフ協会公認のトーナメントでは、シーズン最終戦の「JLPGAツアーチャンピオンシップ・リコーカップ」の一つ前の大会となるが、同大会には各トーナメントの優勝者などしか出場できないため、参加資格のない選手にとっては事実上のシーズン最終戦となり、エリエールレディス終了時点での獲得賞金がランク50位以内に入った選手が次年度のシード権を獲得する。この大会の結果でシード権を失った選手はツアー最終予選会に出場することになり、最終順位により出場試合数が決められるため、シード権当落圏内にいる選手にとっては天国と地獄を味わうことになる。なお2018年度から「リランキング制度」が導入されるため、51位から55位までの選手にも前半戦（17試合前後）の出場資格が与えられることになった。
2012年大会は主催者の大王製紙からの要望により当初予定されていたエリエールゴルフクラブ松山での開催を中止し、「東日本大震災復興支援事業」として五浦庭園カントリークラブに会場を変更して開催。そして2015年大会も同所での開催が決定し施行された。

## 歴代優勝者
| 大王製紙エリエールレディスオープン               | 大王製紙エリエールレディスオープン | 大王製紙エリエールレディスオープン | 大王製紙エリエールレディスオープン |
| 開催回                                           | 開催年                             | 優勝者名                           | 開催コース                         |
| ------------------------------------------------ | ---------------------------------- | ---------------------------------- | ---------------------------------- |
| 第43回                                           | 2024年                             | 山下美夢有                         | 愛媛                               |
| 第42回                                           | 2023年                             | 青木瀬令奈                         | 愛媛                               |
| 第41回                                           | 2022年                             | 藤田さいき                         | 愛媛                               |
| 第40回                                           | 2021年                             | 原英莉花                           | 愛媛                               |
| 第39回                                           | 2020年                             | 古江彩佳                           | 愛媛                               |
| 第38回                                           | 2019年                             | 渋野日向子                         | 愛媛                               |
| 第37回                                           | 2018年                             | 勝みなみ                           | 愛媛                               |
| 第36回                                           | 2017年                             | 申智愛                             | 愛媛                               |
| 第35回                                           | 2016年                             | テレサ・ルー                       | 愛媛                               |
| 第34回                                           | 2015年                             | イ・ボミ                           | 福島                               |
| 第33回                                           | 2014年                             | 横峯さくら                         | 香川                               |
| 第32回                                           | 2013年                             | 森田理香子                         | 愛媛                               |
| 第31回                                           | 2012年                             | 佐伯三貴                           | 福島                               |
| 第30回                                           | 2011年                             | 李知姫                             | 香川                               |
| 第29回                                           | 2010年                             | 金ナリ                             | 愛媛                               |
| 第28回                                           | 2009年                             | 有村智恵                           | 香川                               |
| 第27回                                           | 2008年                             | 横峯さくら                         | 愛媛                               |
| 第26回                                           | 2007年                             | 上田桃子                           | 香川                               |
| 第25回                                           | 2006年                             | ウェイ・ユンジェ                   | 愛媛                               |
| 第24回                                           | 2005年                             | 宮里藍                             | 愛媛                               |
| 第23回                                           | 2004年                             | 宮里藍                             | 香川                               |
| 第22回                                           | 2003年                             | 古閑美保                           | 愛媛                               |
| 第21回                                           | 2002年                             | 小林浩美                           | 香川                               |
| 第20回                                           | 2001年                             | 李知姫                             | 愛媛                               |
| 第19回                                           | 2000年                             | 具玉姫                             | 香川                               |
| 第18回                                           | 1999年                             | 平瀬真由美                         | 愛媛                               |
| 第17回                                           | 1998年                             | 山崎千佳代                         | 愛媛                               |
| 大王製紙エリエール女子オープンゴルフトーナメント |                                    |                                    |                                    |
| 第16回                                           | 1997年                             | 具玉姫                             | 香川                               |
| 第15回                                           | 1996年                             | 具玉姫                             | 愛媛                               |
| 第14回                                           | 1995年                             | 岡田美智子                         | 香川                               |
| 第13回                                           | 1994年                             | 平瀬真由美                         | 愛媛                               |
| 第12回                                           | 1993年                             | 木村敏美                           | 香川                               |
| 第11回                                           | 1992年                             | 安井純子                           | 香川                               |
| 第10回                                           | 1991年                             | ヘレン・アルフレッドソン           | 香川                               |
| 第9回                                            | 1990年                             | 村井真由美                         | 香川                               |
| 第8回                                            | 1989年                             | 小林浩美                           | 香川                               |
| 第7回                                            | 1988年                             | パティ・リゾ                       | 香川                               |
| 第6回                                            | 1987年                             | 日蔭温子                           | 香川                               |
| 第5回                                            | 1986年                             | ジョディ・ローゼンタール           | 香川                               |
| 第4回                                            | 1985年                             | パティ・リゾ                       | 香川                               |
| 第3回                                            | 1984年                             | 増田節子                           | 香川                               |
| 第2回                                            | 1983年                             | 樋口久子                           | 香川                               |
| エリエール女子オープンゴルフトーナメント         |                                    |                                    |                                    |
| 第1回                                            | 1982年                             | 森口祐子                           | 香川                               |

## TV放送
放送について
TV放送は3日目・最終日に西日本放送を制作局（愛媛開催の年は南海放送、福島開催の2012年は福島中央テレビと共同制作。他に日本テレビ・ミヤギテレビ・くまもと県民テレビが制作協力）として日本テレビ系列で放送されている。
3日目は西日本放送及び南海放送で放送。最終日はこの大会及び「LPGAツアーチャンピオンシップ リコーカップ」、「ゴルフ日本シリーズJTカップ」と3週続けてNNN系列30局とFNS系列の沖縄テレビを含む全国31局ネットで放送される。石川県ではテレビ金沢開局前は北陸放送で放送されていた。
実況アナウンサーについて
第25回大会までと第39回大会は西日本放送のアナウンサーが3日目を、日本テレビのアナウンサーが最終日の実況を担当していたが、第26回大会からは両日とも西日本放送のアナウンサーが実況を担当し、日本テレビのアナウンサーはラウンドリポートとインタビュアーを担当する。一時期は両日とも実況・ラウンドリポートともに日本テレビのアナウンサーが担当していたが、第41回大会からは最終日の実況を西日本放送のアナウンサーが担当している。

## 参考
- 日本女子プロゴルフ協会 【2013】大王製紙エリエールレディスオープン